# SNZ (álbum)
SNZ é o álbum de estreia do girl group brasileiro SNZ, composto pelas irmãs Sarah Sheeva, Nãna Shara e Zabelê. O álbum foi lançado em 14 de maio de 2000 pela Warner Music. SNZ explora com uma sonoridade bastante influenciada pelo pop norte-americano do fim dos anos 1990.
O primeiro single extraído da obra, "Longe do Mundo", foi lançado ainda em 1999, e entrou na trilha sonora do filme O Trapalhão e a Luz Azul. Já a canção "Dancin' Days", regravação da canção das Frenéticas, serviu como segundo single do projeto, e tornou-se a primeira canção do trio a ter um videoclipe. O terceiro single, "Retrato Imaginário", impulsionou as vendas do álbum, ao ser lançada uma versão remix, intitulada "G-Vô Remix", que alcançou o primeiro lugar nas rádios brasileiras. Ainda há a canção "Venha Dançar", incluída no filme Xuxa Popstar, de 2000.
Além das participações no cinema, o trio promoveu o álbum com apresentações televisivas, que incluem o Planeta Xuxa, Xuxa Park, Hebe, Fábio Jr., entre outros.

## Antecedentes
Sarah Sheeva, Nãna Shara e Zabelê, filhas dos músicos Baby do Brasil e Pepeu Gomes, tomaram gosto pela música ainda crianças. Na infância, conviveram dia a dia com canções, instrumentos, notas e com isso aprendendo não só a gostar, mas a desenvolverem melhor seu dom. Com o tempo, começaram a fazer backing-vocal da mãe Baby do Brasil, e depois disso, viram que poderiam ir muito mais além, influenciadas pelo sucesso de que grupos vocais femininos internacionais, como Spice Girls, TLC e All Saints, estavam obtendo naquele período, decidiram criar um grupo com o mesmo estilo, foi então que nasceu o SNZ (sigla para as iniciais do nome das três; Sarah, Nãna, Zabelê).
Três anos antes de gravaram o primeiro álbum, elas começaram fazendo backing vocals em apresentações e gravações da mãe Baby do Brasil. Logo após, elas iniciaram um trabalho independente, começaram a compor canções e selecionaram um repertório e uma produção de um CD Demo, com a maioria das músicas de autoria própria. Então, foi fechado o contrato com a gravadora WEA, a qual aceitou fazer o trabalho com a liberdade com que Sarah, Nãna e Zabelê estavam acostumadas. 

## Composição e faixas
O álbum tem forte influência em sua sonoridade do pop norte-americano do fim dos anos 1990, por artistas como NSYNC, Britney Spears e Christina Aguilera. O álbum homônimo é composto por faixas escritas, em sua maioria, pelas próprias integrantes do trio. As três escreveram juntas as canções "Nada é Igual a Esse Amor", Venha Dançar" e "Posso Ouvir Você Chamar" (essa, em parceria com André Gomes e Hannah Lima), enquanto Nãna Shara e Zabelê escreveram "É Só se Entregar". 
Nãna Shara foi a maior compositora do álbum, escrevendo sozinha as canções "Só Você", "Traga Só a Música", "Me Protejo" e "Não Posso Esperar", além de ter a ajuda de Dudu Caribé nas faixas "Longe do Mundo", "Retrato Imaginário" (que também conta com a participação da cantora ítalo-brasileira Deborah Blando na composição) e "Tudo o Que Eu Tenho" (essa última conta também com a ajuda de sua própria mãe, Baby Consuelo, na composição) e de Ricky Magia em "Quero Ver". Sarah Sheeva também compôs sozinha a faixa "Não Dá Pra Resistir". O trio também regravou a canção "Dancin' Days", sucesso de 1978, interpretado originalmente pela banda As Frenéticas.

## Singles

A primeira aparição da banda foi no filme "O Trapalhão e a Luz Azul", onde a banda tinha duas versões da canção "Longe do Mundo" na trilha sonora.

O primeiro single do álbum, "Longe do Mundo", foi lançado ainda em 1999, e entrou na trilha sonora do filme de Renato Aragão, o Didi Mocó, "O Trapalhão e a Luz Azul". O filme conta também com a participação do trio, cantando a canção. A versão remix, produzida pelo DJ Cuca, foi incluída no filme e lançada nas rádios, mas a versão original também se encontra na trilha sonora do filme, que conta com as duas versões da música, assim como no CD Single e no próprio álbum. A canção ajudou o grupo a se tornar conhecido, figurando no Top 5 das paradas de sucesso.
Já a canção "Dancin' Days", regravação do sucesso de As Frenéticas, serviu como segundo single do álbum, e foi a primeira canção do álbum a ter um clipe oficial. No videoclipe, o trio se encontra numa balada, se divertindo e dançando, rodeado de diversas pessoas. Ao contrário de "Longe do Mundo", "Dancin' Days" não se tornou um grande sucesso, mas figurou no Top 10 das paradas de sucesso, enquanto que o seu clipe foi bem executado.
O terceiro single, "Retrato Imaginário", impulsionou as vendas do álbum, ao ser lançada uma versão remix, intitulada "G-Vô Remix", que continha batidas mais dançantes, semelhantes as canções "Oops! I Did It Again" e "Baby One More Time" da cantora norte-americana Britney Spears. O videoclipe da canção também se tornou um sucesso, com sua estreia na MTV Brasil, entrando em alta rotação nos principais canais de clipes da época, como Clipmania, da Band, Interligado, da Rede TV, Plugado, da TVE Brasil, Clipper, da TV Gazeta, entre outros. Com a canção, o trio ficou conhecido no Brasil inteiro, alcançando o #1 nas paradas de sucesso, se tornando um enorme fenômeno.
Para encerrar os trabalhos do álbum, a canção "Venha Dançar" foi lançada como último single, sendo promovida no filme "Xuxa Popstar", de 2000. O trio também participa do filme (assim como aconteceu no filme "O Trapalhão e a Luz Azul"), cantando a canção. Mesmo não conseguindo repetir o sucesso dos singles anteriores, a canção chegou ao Top 20 das paradas de sucesso.

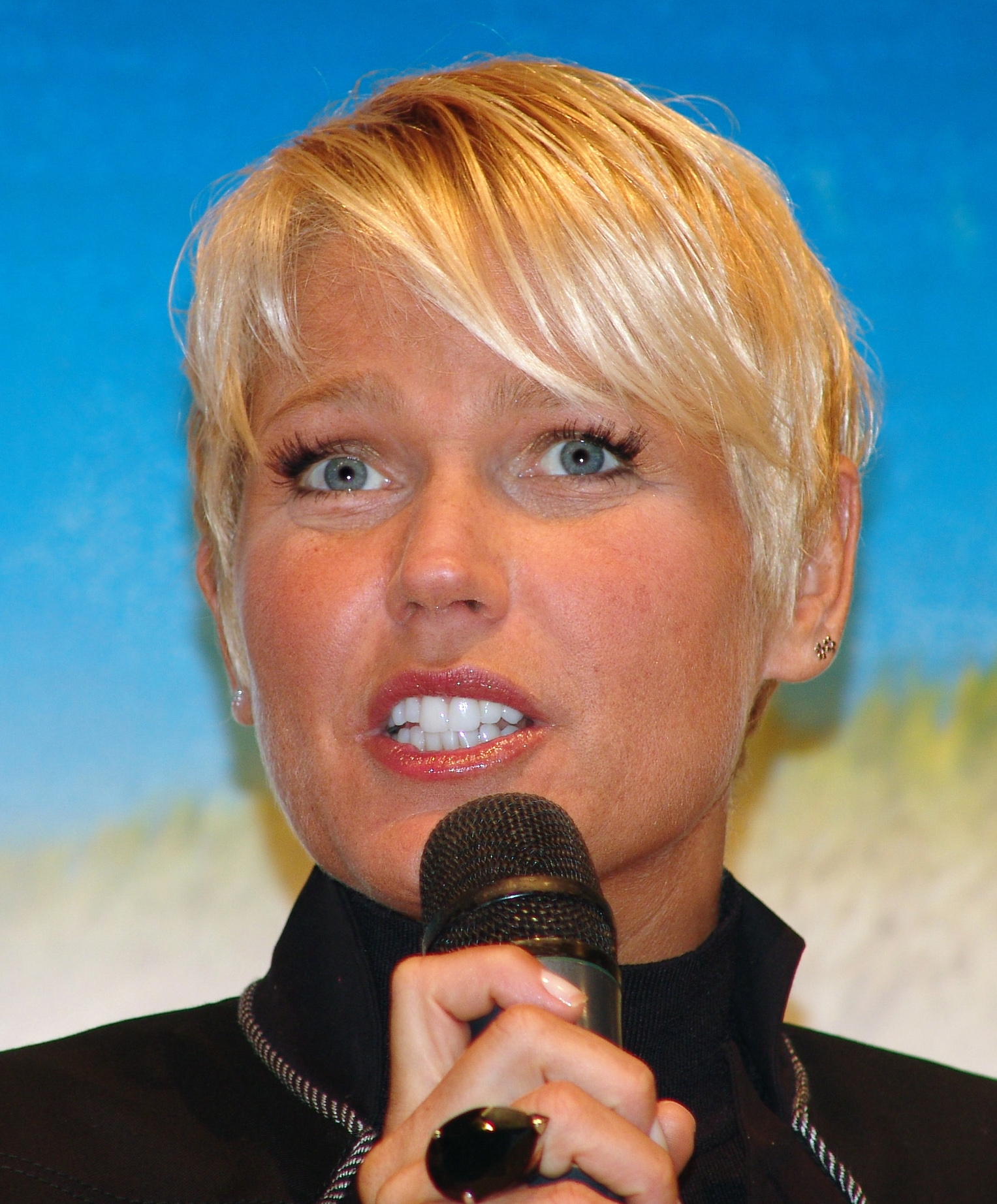
Xuxa ajudou SNZ a fazer sucesso, convocando a banda para os seus programas, e para participar de um dos seus filmes.

## Divulgação
Para promover o projeto, um grande trabalho de divulgação foi feito. Primeiramente, para o single "Longe do Mundo", as cantoras apareceram no filme O Trapalhão e a Luz Azul, cantando a canção. Além disso, elas divulgaram a canção no extinto Programa Fábio Jr., da TV Record e no Planeta Xuxa da apresentadora Xuxa. Logo após o lançamento do single "Dancin' Days", o trio esteve presente no programa Domingão do Faustão, da Rede Globo, para a performance da canção. 
Com o lançamento do álbum e do single "Retrato Imaginário", houve uma divulgação massiva, com o trio cantando a canção diversas vezes no programas Planeta Xuxa e Xuxa Park, ambos da apresentadora Xuxa, além de terem ido ao Interligado da Rede TV, e novamente no Programa Fábio Jr.. Para divulgar a canção "Venha Dançar", estiveram presentes no Planeta Xuxa Verão em 2001, onde performaram a faixa.

## Faixas
| SNZ            |                                                   |                                                            |                |         |  |
| N.º            | Título                                            | Compositor(es)                                             | Produção       | Duração |  |
| 1.             | "Posso Ouvir Você Chamar"                         | André Gomes, Hannah Lima, Nãna Shara, Sarah Sheeva, Zabelê | Plínio Profeta | 3:43    |  |
| 2.             | "Dancin' Days"                                    | Nelson Motta, Ruban                                        | Profeta        | 3:58    |  |
| 3.             | "Nada é Igual a Esse Amor" (I Don't Know Anymore) | SNZ                                                        | Profeta        | 4:05    |  |
| 4.             | "Só Você"                                         | Shara                                                      | Profeta        | 3:40    |  |
| 5.             | "É Só se Entregar"                                | Shara, Zabelê                                              | Profeta        | 3:39    |  |
| 6.             | "Venha Dançar"                                    | SNZ                                                        | Profeta        | 4:13    |  |
| 7.             | "Traga Só a Música"                               | Shara                                                      | Profeta        | 4:38    |  |
| 8.             | "Retrato Imaginário"                              | Deborah Blando, Dudu Caribé, Shara                         | Profeta        | 5:14    |  |
| 9.             | "Longe do Mundo (Cuca House Mix)"                 | Caribé, Shara                                              | Cuca           | 4:22    |  |
| 10.            | "Me Protejo"                                      | Shara                                                      | Profeta        | 4:18    |  |
| 11.            | "Não Posso Esperar"                               | Shara                                                      | Cuca           | 3:47    |  |
| 12.            | "Não Dá Pra Resistir"                             | Sheeva                                                     | Profeta        | 3:45    |  |
| 13.            | "Quero Ver"                                       | Shara, Ricky Magia                                         | Cuca           | 3:52    |  |
| 14.            | "Tudo o Que Eu Tenho"                             | Caribé, Shara, Baby do Brasil                              | Profeta        | 2:49    |  |
| 15.            | "Longe do Mundo"                                  | Caribé, Shara                                              | Cuca           | 3:49    |  |
| Duração total: | Duração total:                                    | Duração total:                                             | Duração total: | 59:00   |  |